# Secret Name
Secret Name è il quarto album in studio del gruppo musicale statunitense Low, pubblicato nel 1999.

## Tracce
1. I Remember – 4:11
2. Starfire – 3:06
3. Two-Step – 5:49
4. Weight of Water – 4:21
5. Missouri – 4:04
6. Don't Understand – 6:56
7. Soon – 5:13
8. Immune – 3:31
9. Lion/Lamb – 4:13
10. Days of... – 5:57
11. Will the Night – 2:23
12. Home – 2:26